# Seznam evroposlancev iz Italije (2004–2009)
Seznam evroposlancev iz Italije' v mandatu 2004-2009.

## Seznam

### A
- Vittorio Agnoletto (Severozahod) (Evropska združena levica – Zelena nordijska levica)
- Gabriele Albertini (Severozahod) (Evropska ljudska stranka - Evropski demokrati)
- Alfonso Andria (Jug) (Skupina zavezništva liberalcev in demokratov za Evropo)
- Roberta Angelilli (Osrednji) (Zveza za Evropo narodov)
- Alfredo Antoniozzi (Osrednji) (Evropska ljudska stranka - Evropski demokrati)

### B
- Alessandro Battilocchio (Osrednji) (Neodvisni)
- Sergio Berlato (Severovzhod) (Zveza za Evropo narodov)
- Giovanni Berlinguer (Severovzhod) (Stranka evropskih socialistov)
- Pier Luigi Bersani (Severozahod) (Stranka evropskih socialistov)
- Fausto Bertinotti (Jug) (Evropska združena levica – Zelena nordijska levica)
- Emma Bonino (Skupina zavezništva liberalcev in demokratov za Evropo)
- Vito Bonsignore (Severozahod) (Evropska ljudska stranka - Evropski demokrati)
- Mario Borghezio (Severozahod) (Samostojnost in demokracija)
- Umberto Bossi (Severovzhod) (Samostojnost in demokracija)
- Iles Braghetto (Severovzhod) (Evropska ljudska stranka - Evropski demokrati)
- Mercedes Bresso (Severozahod) (Stranka evropskih socialistov)
- Renato Brunetta (Severovzhod) (Evropska ljudska stranka - Evropski demokrati)

### C
- Giorgio Carollo (Severovzhod) (Evropska ljudska stranka - Evropski demokrati)
- Giuseppe Castiglione (Otoki) (Evropska ljudska stranka - Evropski demokrati)
- Giusto Catania (Otoki) (Evropska združena levica – Zelena nordijska levica)
- Lorenzo Cesa (Jug) (Evropska ljudska stranka - Evropski demokrati)
- Giulietto Chiesa (Severozahod) (Skupina zavezništva liberalcev in demokratov za Evropo)
- Paolo Cirino Pomicino (Jug) (Evropska ljudska stranka - Evropski demokrati)
- Luigi Cocilovo (Otoki) (Skupina zavezništva liberalcev in demokratov za Evropo)
- Paolo Costa (Severovzhod) (Skupina zavezništva liberalcev in demokratov za Evropo)

### D
- Massimo D'Alema (Jug) (Stranka evropskih socialistov)
- Gianni De Michelis (Jug) (Neodvisni)
- Antonio De Poli (Severovzhod) (Evropska ljudska stranka - Evropski demokrati)
- Ottaviano Del Turco (Jug) (Stranka evropskih socialistov)
- Antonio Di Pietro (Jug) (Skupina zavezništva liberalcev in demokratov za Evropo)
- Armando Dionisi (Osrednji) (Evropska ljudska stranka - Evropski demokrati)

### E
- Michl Ebner (Severovzhod) (Evropska ljudska stranka - Evropski demokrati)

### F
- Carlo Fatuzzo (Severozahod) (Evropska ljudska stranka - Evropski demokrati)
- Claudio Fava (Otoki) (Stranka evropskih socialistov)
- Alessandro Foglietta (Osrednji) (Zveza za Evropo narodov)
- Monica Frassoni (Severozahod) (Skupina Zelenih-Evropska svobodna zveza)

### G
- Giuseppe Gargani (Jug) (Evropska ljudska stranka - Evropski demokrati)
- Jas Gawronski (Severozahod) (Evropska ljudska stranka - Evropski demokrati)
- Lilli Gruber (Osrednji) (Stranka evropskih socialistov)
- Umberto Guidoni (Osrednji) (Evropska združena levica – Zelena nordijska levica)

### K
- Sepp Kusstatscher (Severovzhod) (Skupina Zelenih-Evropska svobodna zveza)

### L
- Romano Maria la Russa (Severozahod) (Zveza za Evropo narodov)
- Vincenzo Lavarra (Meridionale) (Stranka evropskih socialistov)
- Enrico Letta (Severovzhod) (Skupina zavezništva liberalcev in demokratov za Evropo)
- Pia Elda Locatelli (Severozahod) (Stranka evropskih socialistov)
- Raffaele Lombardo (Otoki) (Evropska ljudska stranka - Evropski demokrati)

### M
- Mario Mantovani (Severozahod) (Evropska ljudska stranka - Evropski demokrati)
- Mario Mauro (Severozahod) (Evropska ljudska stranka - Evropski demokrati)
- Luisa Morgantini (Osrednji) (Evropska združena levica – Zelena nordijska levica)
- Roberto Musacchio (Severovzhod) (Evropska združena levica – Zelena nordijska levica)
- Cristiana Muscardini (Severozahod) (Zveza za Evropo narodov)
- Francesco Musotto (Otoki) (Evropska ljudska stranka - Evropski demokrati)
- Alessandra Mussolini (Osrednji) (Neodvisni)
- Nello Musumeci (Otoki) (Zveza za Evropo narodov)

### N
- Pasqualina Napoletano (Osrednji) (Stranka evropskih socialistov)

### P
- Marco Pannella (Skupina zavezništva liberalcev in demokratov za Evropo)
- Pier Antonio Panzeri (Severozahod) (Stranka evropskih socialistov)
- Umberto Pirilli (Jug) (Zveza za Evropo narodov)
- Lapo Pistelli (Osrednji) (Skupina zavezništva liberalcev in demokratov za Evropo)
- Giovanni Pittella (Merdiale) (Stranka evropskih socialistov)
- Guido Podestà (Severozahod) (Evropska ljudska stranka - Evropski demokrati)
- Adriana Poli Bortone (Jug) (Zveza za Evropo narodov)
- Giovanni Procacci (Meridiale) (Skupina zavezništva liberalcev in demokratov za Evropo)
- Vittorio Prodi (Severovzhod) (Skupina zavezništva liberalcev in demokratov za Evropo)

### R
- Marco Rizzo (Severozahod) (Evropska združena levica – Zelena nordijska levica)
- Giovanni Rivera (Neodvisni)
- Luca Romagnoli (Jug) (Neodvisni)

### S
- Guido Sacconi (Osrednji) (Stranka evropskih socialistov)
- Matteo Salvini (Severozahod) (Samostojnost in demokracija)
- Michele Santoro (Jug) (Stranka evropskih socialistov)
- Amalia Sartori (Severovzhod) (Evropska ljudska stranka - Evropski demokrati)
- Luciana Sbarbati (Osrednji) (Skupina zavezništva liberalcev in demokratov za Evropo)
- Francesco Speroni (Severozahod) (Samostojnost in demokracija)

### T
- Antonio Tajani (Osrednji) (Evropska ljudska stranka - Evropski demokrati)
- Salvatore Tatarella (Jug) (Zveza za Evropo narodov)
- Patrizia Toia (Severozahod) (Skupina zavezništva liberalcev in demokratov za Evropo)

### V
- Riccardo Ventre (Jug) (Evropska ljudska stranka - Evropski demokrati)
- Marcello Vernola (Jug) (Evropska ljudska stranka - Evropski demokrati)
- Marta Vincenzi (Severozahod) (Stranka evropskih socialistov)

### Z
- Mauro Zani (Severovzhod) (Stranka evropskih socialistov)
- Stefano Zappalà (Osrednji) (Evropska ljudska stranka - Evropski demokrati)
- Nicola Zingaretti (Osrednji) (Stranka evropskih socialistov)